# El Peñón (República Dominicana)
El Peñón es un municipio de la República Dominicana, que está situado en la provincia de Barahona.

## Toponimia
Sobre el origen del nombre hay dos versiones, una señala que se debe a la existencia de muchas piedras grandes o rocas en el cerro, y la otra versión más aceptada indica que se debe a que la comunidad fue fundada por el español Gerónimo de Peña.

## Límites
Municipios limítrofes:
|                       | Norte: Neiba, Tamayo y Vicente Noble |                  |
| Oeste: Neiba y Cabral |                                      | Este: Jaquimeyes |
|                       | Sur: Cabral y Fundación              |                  |

## Distritos municipales
Está formado por el distrito municipal de:
| Nombre   | Código   |
| -------- | -------- |
| El Peñón | 06040601 |

## Historia
```
Según los Archivos Generales de Indias El Peñón es fundado en los cerros de Mena a finales del 
siglo
 
XVIII
. 
```

Durante la época en que este paraje se constituyó, la demanda de ganado del Oeste llevó a sus habitantes, poco a poco, a instalar y reinstalar  hatos. La región luego se destinó principalmente al corte de madera preciosa, como la caoba, que posteriormente se transportaba hasta lo que hoy conocemos como la ciudad de Barahona a través del río Yaque del Sur. Existen informes que indican que la zona comprendida entre el río Yaque del Sur y la laguna de Rincón se utilizaba para actividades agrícolas. Además, los habitantes se trasladaban a la Laguna El Rincón o Cabral para llevar a cabo actividades como la pesca, la caza y la búsqueda de huevos.
A El Peñón también se le conoce como La Mesopotamia del Sur, debido a que está ubicado entre dos aguas: la Laguna de Rincon o Cabral y el río Yaque del Sur. 
Los primeros pobladores que se establecieron aquí fueron las familias Segura, López, De Peña, Féliz, Olivero, Melo y Espinosa. 
En El Peñón funcionó una de las tres escuelas rurales especiales piloto que había en el país desde la década del 50. En esa escuela se impartían cursos en artes industriales, economía doméstica, agricultura y educación formal. Las otras dos instituciones educativas de características similares se encontraban localizadas: una en La Herradura de Santiago de los Caballeros y la otra en Higüey. Estas tres escuelas estaban bajo la dirección del extinto Servicio Cooperativo Internacional.
En abril de 1961, el presidente Trujillo emitió un Decreto para elevarlo de su entonces categoría de Sección municipal, aunque este cambio no se materializó debido al fallecimiento del dictador el 30 de mayo de ese mismo año. Finalmente, la designación como Distrito Municipal se concretó en el período 1982-1986.
Más tarde, en el año 2002, este distrito municipal logró avanzar en su desarrollo y fue elevado a la categoría de municipio.